# Dip à sept couches
 (février 2025).
Si vous disposez d'ouvrages ou d'articles de référence ou si vous connaissez des sites web de qualité traitant du thème abordé ici, merci de compléter l'article en donnant les références utiles à sa vérifiabilité et en les liant à la section « Notes et références ».
 (février 2025).
Un dip à sept couches est un apéritif américain à base d'ingrédients typiques de la cuisine tex-mex. La première recette largement publiée (1981, magazine Family Circle ) l'appelait Tex-Mex Dip sans référence à aucune couche. C'était un plat populaire au Texas pendant de nombreuses années avant que la recette ne soit imprimée pour la première fois.
Le plat est généralement constitué de:
1. Haricots frits
2. Guacamole
3. Crème aigre (à l'origine un mélange de crème aigre et de mayonnaise assaisonné avec un mélange d'assaisonnement pour tacos)
4. Pico de gallo, salsa roja, salsa verde ou tomates concassées (à l'origine, il s'agissait simplement d'oignons verts, de tomates et d'oignons hachés)
5. Fromage cheddar râpé, fromage Monterey Jack, queso asadero, queso Chihuahua ou un mélange de fromages
6. Olives noires
7. Un ou plusieurs autres ingrédients facultatifs tels que de l'oignon haché, du bœuf haché cuit, de la laitue râpée (pour la texture) ou des piments jalapeño tranchés pour plus de piquant.

Le plat est souvent refroidi lorsqu'il n'est pas servi immédiatement. À l'origine servi avec des chips de maïs, le dip à sept couches est désormais servi le plus souvent avec des chips tortilla,.